# Savage Model 1907
Savage Model 1907 — американский пистолет, представленный компанией «Сэведж Армз Компани» в 1907 году. Затвор полностью покрывает сверху оружие, включая и ствол. Пистолет заряжается обычным способом: для доставки патрона в патронник, затвор отводится назад и отпускается. Выступ сверху ствола после выстрела попадает в прорезь сверху кожуха затвора, затормаживая отход подвижных частей. Пуля покидает ствол, прекращается нажим выступа на затвор и последний беспрепятственно отходит назад. На левой стороне пистолета находится предохранительная защёлка.
Пистолет этой модели использовался В.М. Пуришкевичем при убийстве Григория Распутина.